# Ashlie Atkinson
Ashlie Atkinson (* 6. August 1977 in Little Rock, Arkansas) ist eine US-amerikanische Schauspielerin.

## Leben
Atkinson hatte Rollen in Fernsehserien wie zum Beispiel Rescue Me, Law & Order: Special Victims Unit, Criminal Intent – Verbrechen im Visier oder 30 Rock. 2006 spielte sie im Thriller Inside Man – neben Denzel Washington, Clive Owen und Jodie Foster – eine Nebenrolle. Im gleichen Jahr spielte sie im Spielfilm Another Gay Movie die Rolle der Muffler. In der Filmkomödie Margot und die Hochzeit (2007) agierte sie neben Nicole Kidman, Jennifer Jason Leigh und Jack Black in der Rolle der Becky. In der Filmkomödie Lügen macht erfinderisch (2009) verkörperte sie neben Jennifer Garner, Ricky Gervais und Tina Fey eine Nebenrolle. In der Literaturverfilmung Eat Pray Love (2010) hatte sie neben Julia Roberts, James Franco und Javier Bardem eine Nebenrolle.

## Filmografie (Auswahl)
- 2004–2005: Rescue Me (Fernsehserie, 6 Episoden)
- 2006: The Wedding Album (Fernsehfilm)
- 2006: Filthy Gorgeous (Fernsehfilm)
- 2006: Inside Man
- 2006: Another Gay Movie
- 2006: Puccini for Beginners
- 2006: 3lbs. (Fernsehserie, 2 Episoden)
- 2007: Me and Lee? (Fernsehfilm)
- 2007: Margot und die Hochzeit (Margot at the Wedding)
- 2007–2011: Criminal Intent – Verbrechen im Visier (Law & Order: Criminal Intent, Fernsehserie, 2 Episoden)
- 2008: The Guitar
- 2008: Quid Pro Quo
- 2008: Another Gay Sequel: Gays Gone Wild!
- 2008: Last Call
- 2009: The Unusuals (Fernsehserie, Episode 1x10)
- 2009: Lügen macht erfinderisch (The Invention of Lying)
- 2009: Hungry Years
- 2009: When the Evening Comes
- 2010: Eat Pray Love
- 2011: Law & Order: Special Victims Unit (Fernsehserie, Episode 12x17)
- 2012: Compliance
- 2012: My Best Day
- 2012: Game Change – Der Sarah-Palin-Effekt (Game Change)
- 2012: Boardwalk Empire (Fernsehserie, Episode 3x07)
- 2012: 30 Rock (Fernsehserie, Episode 7x07)
- 2013: The Wolf of Wall Street
- 2016: Certain Women
- 2018: BlacKkKlansman
- 2019: Mr. Robot (Fernsehserie, 5 Episoden)
- 2021: Small Engine Repair
- seit 2022: The Gilded Age (Fernsehserie)
- seit 2022: And Just Like That … (Fernsehserie)
- 2023: American Horror Story (Fernsehserie, 4 Episoden)
- 2024: FBI (Fernsehserie, Episode 7x02)